# نسنار
نسنار، روستایی از توابع بخش مرکزی شهرستان سروآباد در استان کردستان ایران است.

## جمعیت
این روستا در دهستان بیساران قرار دارد و براساس سرشماری مرکز آمار ایران در سال ۱۳۸۵، جمعیت آن ۵۶۲ نفر (۱۴۴خانوار) بوده‌است.عمده مردمان روستا مهاجرت کرده و به شغل آرماتوربندی در شهرهای مختلف خصوصاً" تهران و سنندج مشغول به فعالیت می باشند .